# Viber József
Viber József (Esztergom, 1796. július 19. – Pest, 1866. január 15.) bölcseleti és teológiai doktor, fölszentelt püspök és pozsonyi prépost.

## Élete
Szülővárosában, Esztergomban volt papnövendék, majd 1812-ben az Emericanum növendéke lett. 1813-tól Nagyszombatban, 1814-től pedig a Központi Papnevelő Intézetben folytatta tanulmányait. 1818. augusztus 24-én szentelték pappá, ezután Budaörsön volt káplán, majd 1819-től Központi Papnevelő Intézetben tanulmányi felügyelő és egyházi helyettes tanár, bölcseleti és teológiai doktor. 1825-ben Rudnay bíboros hercegprímás szertartója lett, majd 1830-tól titkára, 1831-től pedig az érseki helynökség irodaigazgatójaként tevékenykedett, 1839-ben kinevezték a prímás titkáráva. 1840. június 11-én esztergomi kanonok lett, 1845-ben Nagyszombatban érseki helynök és pécsváradi címzetes apát, 1850. január 7-én szentistváni, 1851-ben szentgyörgymezei prépost és székesegyházi főesperes, 1852-ben bosoni választott püspök, 1856. június 19-én halyai felszentelt püspök, 1858. december 15-én pedig pozsonyi nagyprépost. 1866-ban jelen volt a pesti országgyűlésen, ahol mint a főrendi táblának tagja időzött. Itt is halt meg.

## Munkája
- Assertiones ex universa theologia. Pestini, 1822.